# 阻断外国法律与措施不当域外适用办法
商务部令2021年第1号《阻断外国法律与措施不当域外适用办法》，是中华人民共和国商务部于2021年1月9日颁布的规章，自颁布之日起实施。

## 背景
美国长期对中华人民共和国实施制裁，并包含了较多“次级制裁”，即禁止或者限制第三国（地区）及其公民、法人或者其他组织对实施制裁国家（地区）或其公民、法人、其他组织进行经贸活动。中美贸易战期间，特朗普政府对中华人民共和国及中国的部分实体、个人实施了较多“次级制裁”。
中华人民共和国商务部指，“有国家”推行单边主义，试图以长臂管辖手段胁迫其他国家企业和个人停止与有关国家的经贸活动；为保护中国个人和企业的利益，商务部制定了《阻断外国法律与措施不当域外适用办法》。

## 内容
该规定根据《中华人民共和国国家安全法》制定，将“外国法律与措施不当适用”（下称“不当域外适用”）定义为“不当禁止或者限制中国公民、法人或者其他组织与第三国（地区）及其公民、法人或者其他组织进行正常的经贸及相关活动的情形”。该规定内容包括如下五点：要求中国公民、法人或其他组织遇到不当域外适用后，有义务在30日内向商务部报告；中华人民共和国设立评估不当域外适用的工作机制，就可能的不当域外适用进行评估确认；经评估确认的，国务院商务主管部门可以发布禁令；因不当域外适用造成损失的，可在中华人民共和国法域追究民事责任；违反报告义务及禁令的，可以予以处罚。

## 评价
德恒律师事务所律师、合伙人吴宇宏认为，《阻断办法》存在一定漏洞：《办法》的文本对于阻断“次级制裁”导致的国内经贸歧视存在瑕疵；《办法》未规定“第三国（地区）及其公民、法人或者其他组织”如何获得《办法》下的豁免，存在被中国公民、法人或者其他组织向中国的法院起诉赔偿损失的风险；《办法》可能导致有中国公民、法人或者其他组织利用该《办法》，以美国对第三国制裁为由拒绝履行对该国企业或个人的合同的风险；现有经贸合同中有关制裁限制与除外的条款是否违反《办法》尚有疑问；《办法》可能无法存在域外效力。
《纽约时报》报导，有欧美律师指出，根据中华人民共和国国务院的规定限制，中华人民共和国商务部根据该《办法》施加的罚款只能在几千美元以内。
淡江大學外交與國關學系榮譽教授陳一新认为，该《办法》是针对拜登政府的预防性手段。